# Dendrobium chrysosema
Dendrobium chrysosema är en orkidéart som beskrevs av Rudolf Schlechter. Dendrobium chrysosema ingår i släktet Dendrobium, och familjen orkidéer. Inga underarter finns listade i Catalogue of Life.